# Neuer Justizpalast Paris

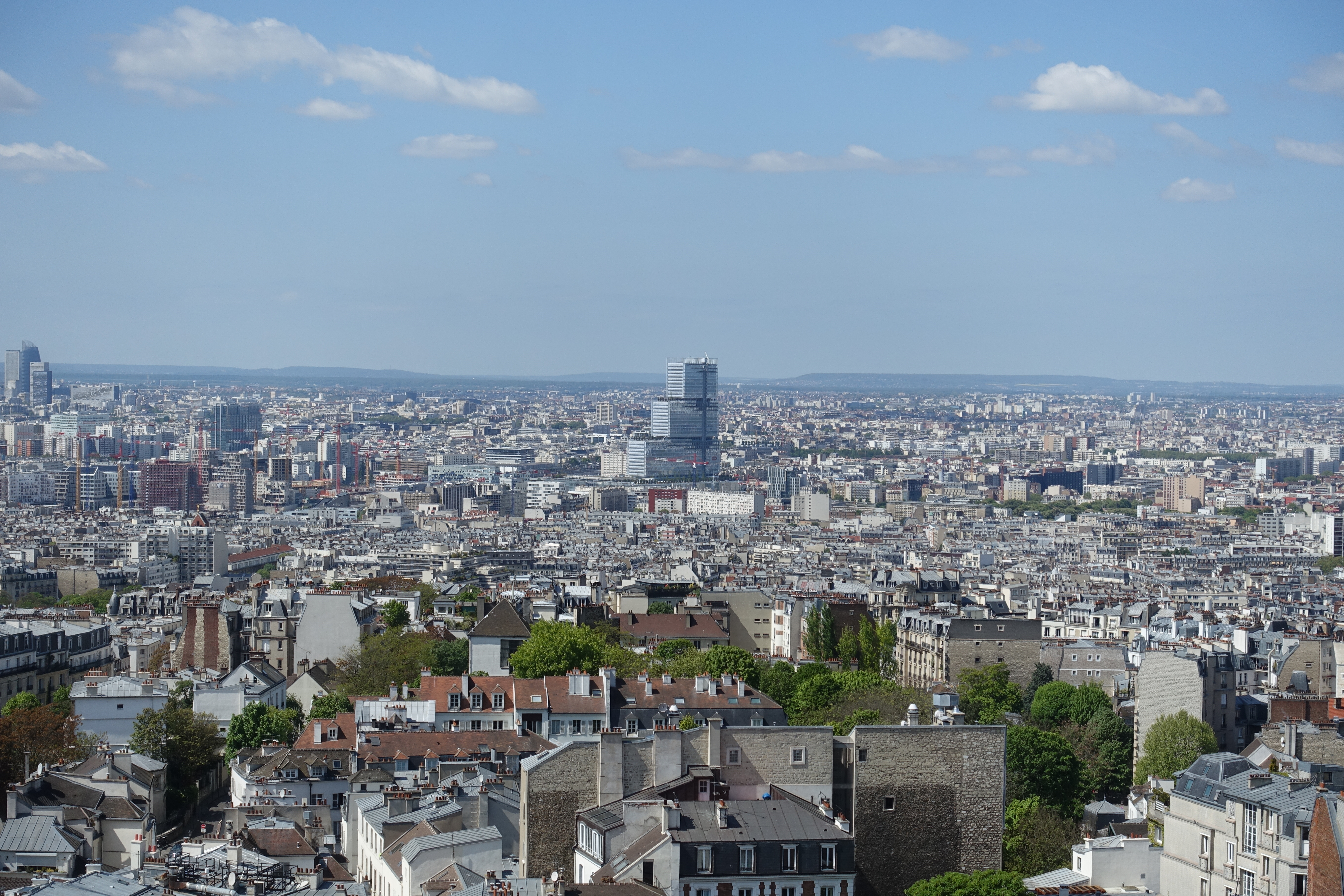
Panorama mit Justizpalast im Zentrum

Fertiggestellter Justizpalast

Die Baustelle im Jahr 2019

Der Neue Justizpalast (französisch: Cité judiciaire de Paris, etwa Justizstadt) wurde im Juni 2017 fertiggestellt. Der 160 Meter hohe Wolkenkratzer am Autobahnring nahe der Porte de Clichy im Nordwesten der Stadt in Paris ersetzt den bestehenden Justizpalast in der Stadtmitte. Architekt ist Renzo Piano. Er hatte 1977 bereits das Centre Georges-Pompidou entworfen. Das Gebäude befindet sich im Stadtteil Quartier des Batignolles im 17. Arrondissement nahe der Vorortgemeinde Saint-Denis.
Das Tribunal de grande instance de Paris und weitere Gerichte der Stadt zogen 2017 dorthin um, ebenso das Polizeipräsidium aus dem bisherigen Gebäude 36, quai des Orfèvres. Das Gebäude besitzt 38 Etagen. Der fünf- bis achtgeschossige Sockel ist für die Öffentlichkeit zugänglich. Im 8., 19. und 29. Stockwerk befinden sich bepflanzte Terrassen. Allein der Dachgarten auf der 8. Etage besitzt 7.000 Quadratmeter Fläche. Das Gebäude verfügt über 104.000 Quadratmeter Grundfläche. 50.000 Quadratmeter der insgesamt 62.000 Quadratmeter Fassadenfläche sind verglast.
Justizministerin Christiane Taubira stellte das Projekt 2012 vor. Es gehört damit in die Ära des französischen Staatspräsidenten François Hollande. Im zentralistisch regierten Frankreich ist es üblich, dass Staatspräsidenten große Bauten errichten lassen, um durch sie in Erinnerung zu bleiben. Bei Georges Pompidou war dies das Centre Georges-Pompidou, bei François Mitterrand die Nationalbibliothek, bei Jacques Chirac das Museum für außereuropäische Kunst sowie die Philharmonie de Paris und bei Nicolas Sarkozy das Projekt Balard.
Im Januar 2013 wurde es durch Premierminister Jean-Marc Ayrault genehmigt. Im Mai 2015 fand die Grundsteinlegung statt. Es handelt sich um eine öffentlich-private Partnerschaft mit dem französischen Unternehmen Bouygues.
Der Justizpalast entstand in einer Gegend ohne weitere Hochhäuser und stellt daher mit seiner ikonografischen Silhouette eine bedeutende Landmarke dar. Stadtplanerisch ist er Teil des Konzepts Grand Paris, das die Aufwertung der um die Metropole herumliegenden Gemeinden vorsieht. Die nächstgelegene Station der Métro ist Porte de Clichy.